# Mo Martin
Melissa Linda "Mo" Martin (Pasadena, oktober 1982) is een Amerikaanse golfprofessional die golft op de LPGA Tour.

## Loopbaan
Martin werd in 2005 golfprofessional en maakte op 23 november 2006 haar debuut op de Futures Tour. In 2007 kwalificeerde ze zich voor het US Women's Open en maakte zo haar debuut op de LPGA Tour. Op 6 mei 2007 behaalde ze op de Futures Tour haar eerste profzege door de El Paso Golf Classic te winnen. Later won ze nog twee toernooien op die tour. Na het golfseizoen van de Futures Tour 2011, bemachtigde ze een golfkaart voor haar eerste volledige golfseizoen op de LPGA Tour in 2012.
Op 13 juli 2014 won Martin haar eerste officiële LPGA-zege en tevens haar eerste major door het Women's British Open te winnen.

## Prestaties

### Professional
LPGA Tour
| Nr. | Datum        | Toernooi             | Score           | Score | Info |
| --- | ------------ | -------------------- | --------------- | ----- | ---- |
| 1   | 13 juli 2014 | Women's British Open | 69-69-77-72=287 | –1    |      |

Futures Tour
| Nr. | Datum            | Toernooi             | Score        | Score | Info            |
| --- | ---------------- | -------------------- | ------------ | ----- | --------------- |
| 1   | 6 mei 2007       | El Paso Golf Classic | 69-71-67=207 | –7    | Eerste profzege |
| 2   | 27 juli 2008     | USI Championship     | 71-66-67=204 | –12   |                 |
| 3   | 14 augustus 2011 | Eagle Classic        | 76-67-66=203 | –13   |                 |

| major |